# Mandarake

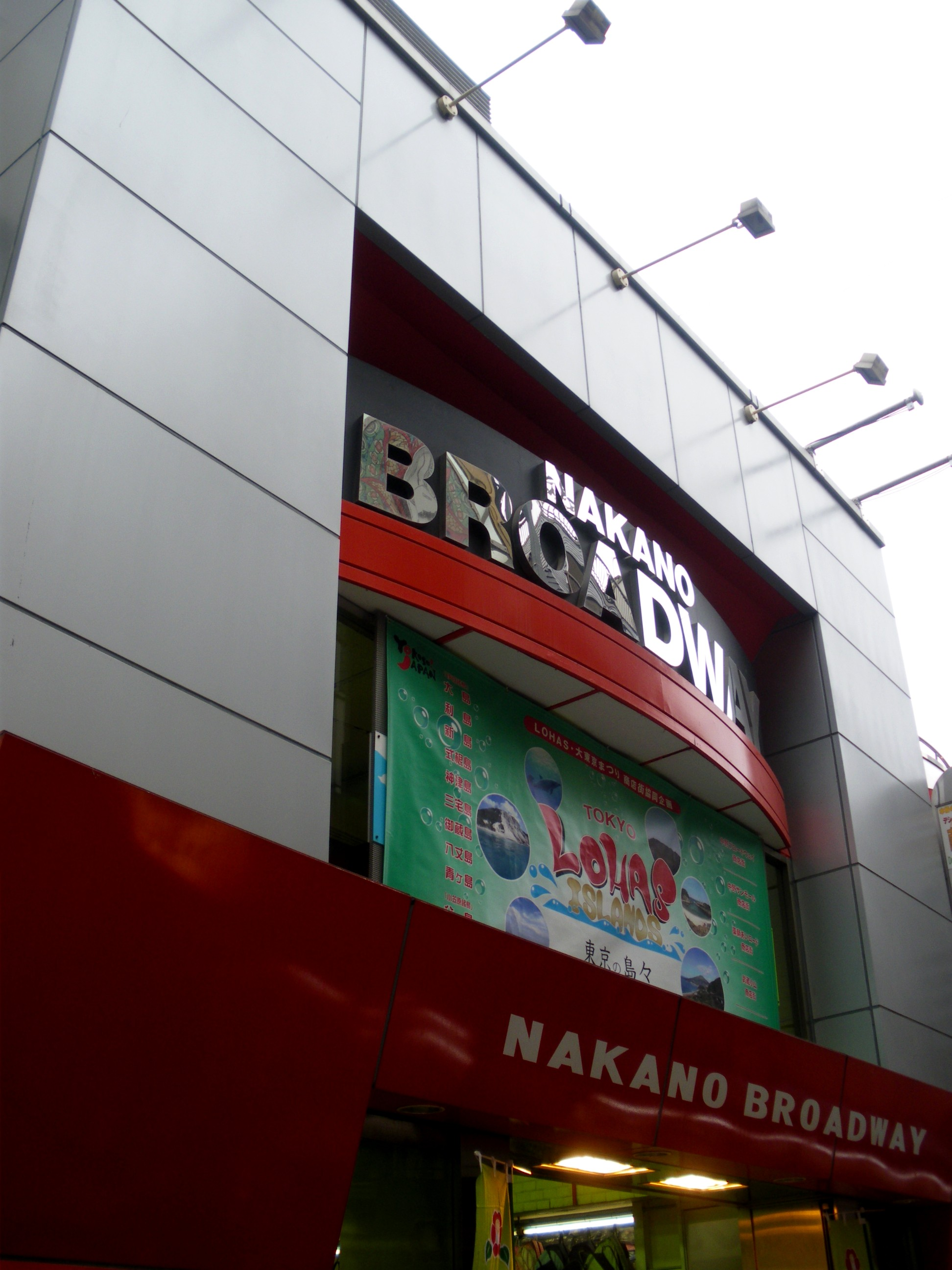
總店所在地「中野百老匯」

Mandarake（日语：まんだらけ）是日本的一家專門銷售漫畫類書籍的古書店。Mandarake由漫畫家古川益三在1980年創業於東京都中野區的中野百老匯。1994年，Mandarake開設了澀谷店。1999年開設了洛杉磯店。2000年，Mandarake股票在東京證券交易所上市。

## 外部連結
- まんだらけ （页面存档备份，存于）
- 好きが高じてわらしべ社長